# 水原匡也
水原 匡也（みずはらきょうや、2001年〈平成13年〉3月25日‐）は、日本のアイドル。
アイドルグループ7m!nのメンバー。福島県出身。

## 来歴
↳　詳しくは7m!nを参照。
2021年3月13日 - YouTubeチャンネル『ナナトイチセイ』を開設。7m!n初のオリジナル曲 『クロノメーター』のミュージックビデオの動画投稿を皮切りに活動を開始。
2021年4月10日 - 品川インターシティホールにてデビューライブ『7m!n Debut Live -クロノメーター-』を開催。同公演のチケットは発売直後にソールドアウトとなった。また、YouTubeで行われた同公演の生ライブ配信は同時接続者数3,500人を超えた。
2021年8月 - 初となる東阪ライブツアー『7m!n Live tour 2021 in Summer~俺summer達が最高の夏にしてやるYO!』を開催。会場キャパシティを大きく超えるチケット購入応募が殺到した。
2021年12月26日 - 9bicと初の合同コンサート『WAIWAI LIVE 2021~X'mas Edition~』開催。
2022年7月10日 - ライブイベント『ぴあ50th AnniversaryMTV LIVE MATCH 2022.07.10』のOPENING ACTとして出演。
2022年7月 - 東名阪ツアー『7m!n Live tour 2022 in summer ~NANI COLLECTION~』開催。

## 出演

### バラエティ
- モノマネMONSTER　(2024年5月14日、日本テレビ)
- 全力アピール アダムシアター　新曲SUMMER SUMMARYを紹介　(2024年8月19日、TBS)
- 全力アピール アダムシアター　ライブで聴いてほしい曲を紹介！　(2024年8月20日、TBS)
- 全力アピール アダムシアター　7m!nの【7】にちなんだクイズに挑戦！！　(2024年8月21日、TBS)
- 全力アピール アダムシアター　メンバーから火ノ宮くんにクレーム続出？！　(2024年8月22日、TBS)